# Myotis melanorhinus
Myotis melanorhinus és una espècie de ratpenat de la família dels vespertiliònids. Viu al Canadà, els Estats Units i Mèxic. Els seus hàbitats naturals són els boscos de coníferes i els hàbitats mèsics. És una espècie en risc mínim, és a dir, no sembla que hi hagi cap amenaça significativa per a la seva supervivència.